# Babakanjaya (Parung Kuda)
Babakanjaya is een bestuurslaag in het regentschap Sukabumi van de provincie West-Java, Indonesië. Babakanjaya telt 7086 inwoners (volkstelling 2010).